# 벤지 매든
조엘 매든(Benji Madden, 1979년 3월 11일 ~ )은 미국의 기타 연주자로, 굿 샬럿의 일원이다.